# Adolf Pichler

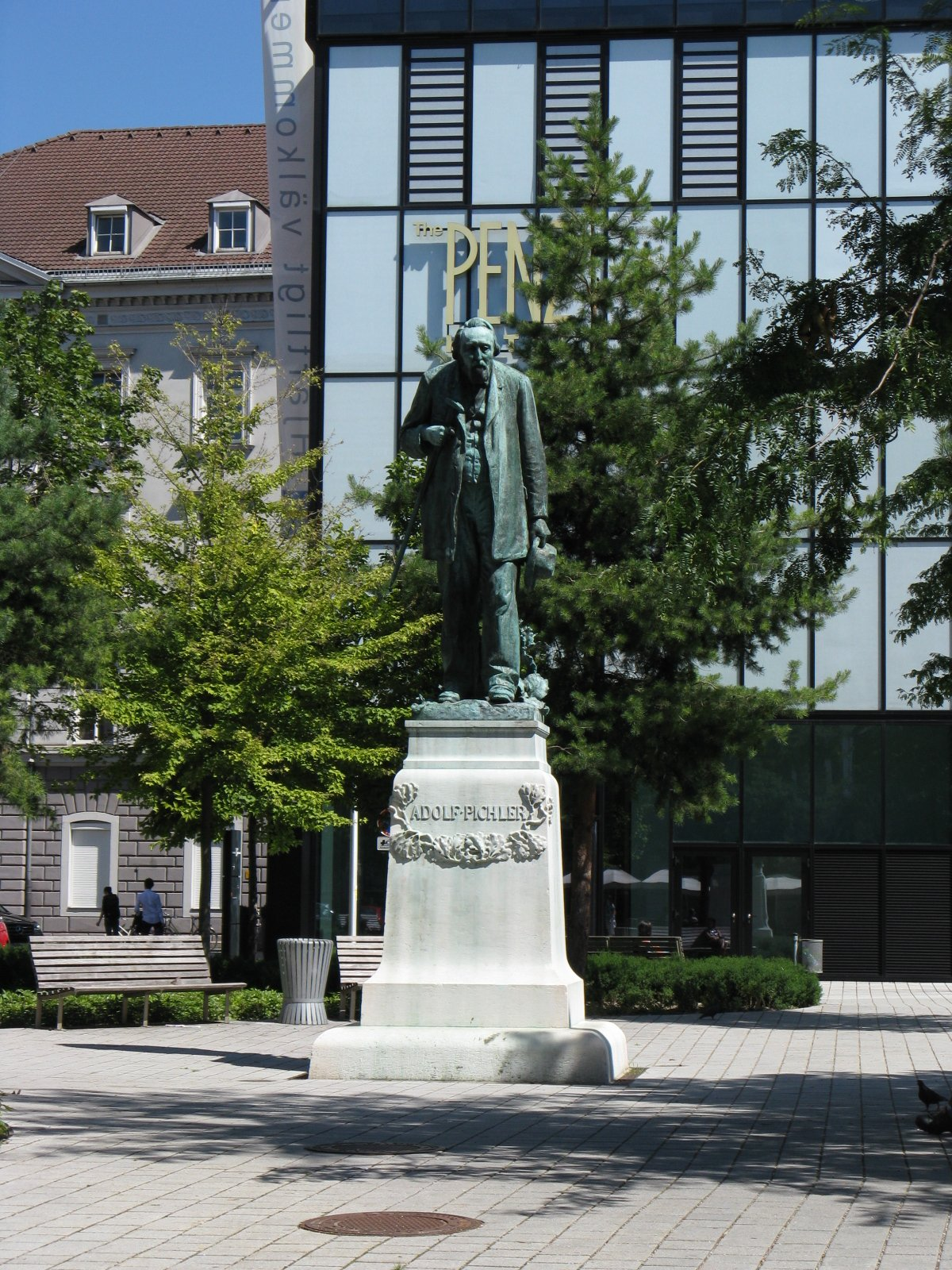
Pichlerstatyn i Innsbruck.

Adolf Pichler, född 4 september 1819 i Erl vid Kufstein, Tyrolen, död 15 november 1900 i Innsbruck, var en österrikisk skald och geolog.
Efter gymnasiet i Innsbruck studerade Pichler först filosofi och juridik vid universitetet där, därpå medicin i Wien och deltog 1848 tillsammans med tyrolerstudenterna i kampen mot italienarna och blev därför senare adlad under namnet Ritter von Rautenkar. Därefter levde han i Innsbruck och var 1867-89 professor i mineralogi och geologi där. Bland hans geologiska arbeten märks Zur Geognosie der Alpen (1867). 
Pichler utgav diktsamlingar som Frühlider aus Tirol (1846), Lieder der Liebe (1850), Hymnen (1855), In Lieb’ und Hass (1869) och Marksteine (1875). Medan hans dramatiska arbeten ansågs obetydliga, vann han ett ansett namn med sina folklivsskildringar från Tyrolen både i bunden och i obunden form; nämnas kan särskilt Zaggler Franz och Allerlei Geschichten aus Tirol (1867), Jochrauten (1897), Aus den Tiroler Bergen (1897) och Letzte Alpenrosen (1900). Värdefulla är också hans självbiografiska skildringar som till exempel Zu meiner Zeit (1897) och Das Sturmjahr (1903). Hans Gesammelte Werke utkom i 17 band 1904-1908.